# Union Sportive de Sinnamary
Union Sportive de Sinnamary é um clube de futebol sediado em Sinnamary, na Guiana Francesa.
Manda seus jogos no Estádio Municipal de Sinnamary, com capacidade para 2.500 torcedores. Suas cores são vermelho e branco.

## Títulos
Championnat National:
3 (1993, 1994, 1997)
Coupa D.O.M
1 (1993)
Copa da Guiana
3 (1995/96, 1997/98, 2001/02)
Coupe de la Municipalité de Kourou
1 (1983/84)

## Outras aparições
- Liga dos Campeões da CONCACAF: 2

1994 - Segunda Fase/CaribeDerrota para o Club Franciscain por 5-2 no placar agregado.
1996 - Primeira Fase/CaribeEliminado pelo Prekesh (Suriname).

## Participação na Copa da França
Além da Liga dos Campeões da CONCACAF, o Sinnamary chegou a participar da Copa da França de Futebol de 1994/95. Mas a equipe não passou da fase preliminar.